# McKinleyville (Californie)
McKinleyville est une census-designated place du comté de Humboldt, dans l'État de Californie, aux États-Unis,. En 2020, elle compte une population de 16 262 habitants.